# Ladó (Èlida)
El riu Ladó (en grec: Λαδώνας, Ladonas; grec antic: Λάδων, Ládōn) és un riu de la regió de l'Èlida que desaigua al Peneu, el riu principal de la regió, prop de l'antiga ciutat de Pilos.